# Maurice Chappaz
Maurice Chappaz (Lausana, 21 de diciembre de 1916 - Martigny, cantón del Valais, 15 de enero de 2009) fue un escritor y poeta suizo.

## Trayectoria
Nacido en 1916 , Maurice Chappaz pasó su infancia entre Martigny y la Abadía de Le Chable , en el cantón suizo de Valais. Provenía de una familia de abogados y notarios, era sobrino del Consejero de Estado Maurice Troillet, estudió en el Colegio de la abadía de Saint-Maurice, y se matriculó en la Facultad de Derecho de la Universidad de Lausanne, pero pronto la abandonó para matricularse en la Facultad de Letras de la Universidad de Ginebra, que también dejó en poco tiempo.
Convencido de que sólo la creación le ppodia enseñar literatura, Maurice Chappaz publicó bajo el seudónimo de Pierre, su primer texto: "Un homme qui vivait couché sur un banc" en diciembre de 1939 , para un concurso organizado por la revista Suisse Romande. Recibiendo el apoyo de Charles-Ferdinand Ramuz y Gustave Roud. a partir de este momeno se inició una importante amistad acompañada de una correspondencia entre este último y Chappaz , que continuó hasta la muerte de Roud. Correspondance 1939-1976, Zoé, 1998.
En el verano de 1940 , la guerra interrumpe su libertad (Partir à vingt ans, Gerstenberg, 1999). Es llamado a proteger las fronteras suizas y publica en la revista "Lettres Lettres" varios textos que forman en 1944 "Les Grandes Journées de Printemps", alabados por Paul Eluard. En 1942 , conoce a S. Corinna Bille , con quien se casó en 1947 y con quien tuvo tres hijos, Blaise, Achille y Marie-Noëlle. Después de la muerte de Corinna en 1979, se volvió a casar en 1992 esta vez con Michène Caussignac , viuda del escritor Lorenzo Pestelli.
Después de la guerra, Maurice Chappaz viaja por Europa. Sin profesión habitual desea dedicar su tiempo a la escritura, Chappaz es entonces corresponsal ocasional para la prensa (colaborando regularmente con la revista "Treize Étoiles" entre 1960 y 1980) y en paralelo gestiona los viñedos de su tío en Valais. A través de una crisis personal grave, multiplica sus andanzas y cuestiones. Trata de desempeñar varios trabajos, incluyendo el trabajo como obrero en la construcción de la Grand Dixence, experiencia a partir de la cual escribirá Chant de la Grande Dixence, Lausanne, Payot, 1965.
En 1953, con su Testament du Haut-Rhône corona su búsqueda poética.
Maurice Chappaz realizó numerosos periplos alrededor del globo: Laponia (1968), París (1968), Nepal y Tíbet (1970), Monte Athos (1972), Rusia (1974 y 1979), China (1981), Líbano (1974), Quebec y Nueva York (1990). Estuvo muy comprometido en la protección del medio natural, como se percibe en su panfleto Les Maquereaux des Cimes Blanches (1976, y 1984). 
Destaca su Journal, diario de 6000 páginas, escrito entre 1981 y 1987.
En 1997, Maurice Chappaz recibe el premio más prestigioso de las letras Helvéticas, el Grand Prix Schiller, y es galardonado en Francia, con la Bourse Goncourt de poesía por el conjunto toda su obra . En el otoño de 2001, el "Évangile selon Judas", relato de teología-ficción, es publicado por Gallimard.
La única traducción de un libro suyo al español, La alta ruta, se debe al poeta y traductor Rafael-José Díaz.

## Obras
- Les Grandes Journées de printemps, Porrentruy, Aux portes de France, 1944,
- Grand Saint-Bernard, 80 photographies d'Oscar Darbellay, Lausana, J. Marguerat, 1953,
- Testament du Haut-Rhône, Lausana, Rencontre, 1953
- Le Valais au gosier de grive, Lausana, Payot, 1960
- Les Géorgiques, Lausana, Éditions Plaisir de Lire.
- Chant de la Grande Dixence, Lausanne, Payot, 1965
- Un homme qui vivait couché sur un banc, Lausana, Cahiers de la Renaissance vaudoise, 1966
- Office des morts, Lausana, Cahiers de la Renaissance vaudoise, 1966
- Tendres Campagnes, Lausana, Cahiers de la Renaissance vaudoise, 1966
- Verdures de la nuit, Lausana, Cahiers de la Renaissance vaudoise, 1966,
- Le Match Valais-Judée, Lausana, Cahiers de la Renaissance vaudoise, 1969
- La Tentation de l'Orient: lettres autour du monde, Lausana, Cahiers de la Renaissance vaudoise, 1970.
- La Haute route, suivi du Journal des 4 000, Ed Galland, 1974 [La alta ruta, traducción de Rafael-José Díaz, Periférica, 2017]
- Lötschental secret : les photographies historiques d'Albert Nyfeler, il. de A. Nyfeler, Lausana, 24 heures, 1975
- Les Maquereaux des cimes blanches, Vevey, B. Galland, 1976,
- Portrait des Valaisans: en légende et en vérité, Vevey, B. Galland, 1976,
- Adieu à Gustave Roud, con Philippe Jaccottet y Jacques Chessex, Vevey, B. Galland, 1977
- Pages choisies: avec un inédit, prefacio de Étiemble, Lausanne-Paris, A. Eibel-Ophrys, 1977
- Poésie, prefacio de Marcel Raymond, Vevey-París, B. Galland-Payot, 1980
- À rire et à mourir: récits, paraboles et chansons du lointain pays, Vevey, B. Galland, 1983
- Les Maquereaux des cimes blanches, con La Haine du passé, Ginebra, Éd. Zoé, 1984
- Journal des 4000, il. de Claire Colmet Daâge, Briançon, Passage, 1985
- Le Livre de C, Lausanne, Éditions Empreintes, 1987
- Le Garçon qui croyait au paradis, relato, Lausana, Éd. 24 heures, 1989
- La Veillée des Vikings, relatos, Lausana, Éd. 24 heures, 1990
- Le Gagne-pain du songe : correspondance 1928-1961, M. Chappaz et Maurice Troillet, Lausana, Éd. Empreintes, 1991
- Les Idylles, Lausana, Éditions Plaisir de Lire.
- Journal de l'année 1984 : écriture et errance, Lausana, Éd. Empreintes, 1996
- La Tentation de l'Orient : lettres autour du monde, M. Chappaz y Jean-Marc Lovay, prefacio de Nicolas Bouvier, post. de Jérôme Meizoz, Genève, Éd. Zoé, 1997
- Bienheureux les lacs, il. de Gérard Palézieux, Ginebra, Slatkine, 1998
- Partir à vingt ans, préf. de Jean Starobinski, Ginebra, La Joie de lire, 1999
- Évangile selon Judas, relato, París, Gallimard, 2001
- Le Voyage en Savoie : du renard à l'eubage, fotos de Matthieu Gétaz, Ginebra, La Joie de lire, 2001
- À-Dieu-vat !, entrevistas con Jérôme Meizoz, Sierre, Monographic, 2003
- Se reconnaître poète ? : correspondance 1935-1953, M. Chappaz y Gilbert Rossa, ed. par Françoise Fornerod, Genève, Slatkine, 2007
- La Pipe qui prie et fume, con 26 reprod. de P.-Y. Gabioud, Conférence, 2008
- Autour de liberté à l'aube. Correspondance 1967-1972, Alexandre Voisard y Maurice Chappaz, Fontenais, Ed. des Malvoisins, 2010
- Journal Intime d'un Pays, Maurice Chappaz, Éd. Conférence, 2011